# Teodor ze Scytopolis
Teodor ze Scytopolis (VI wiek) – grecki mnich z Nowej Ławry w Palestynie i metropolita Scytopolis. Początkowo zwolennik orygenizmu, później odciął się od tych poglądów, dając temu wyraz w dziele pod tytułem Księga o błędach Orygenesowych (Libellus de erroribus Origenianis).